# Endogami
Endogami (af græsk: "endo" = "indenfor", "gami" = "ægteskab") refererer til en sædvane, skik eller lov for en gruppe om udelukkende at gifte sig inden for gruppen. Gruppen kan i den forbindelse f.eks. være en bestemt klan, kaste, stamme, religion eller nation. De fleste samfund praktiserer en form for endogami i mere eller mindre striks udgave. Det indiske kastesystem er baseret på en meget striks udgave af endogami hvor man kun kan gifte sig inden for ens egen kaste. Andre kendte grupper der praktiserer endogami: ortodokse jøder, amish, jehovas vidner etc.
Endogami praktiseret over flere generationer i en for lille population kan lede til indavl og genetisk degeneration.
Det modsatte af endogami er exogami.